# モンテ・グラッパ
モンテ・グラッパ（イタリア語: Monte Grappa、グラッパ山）は、アルプス山脈に属する標高1775mの山の一つである。プレアルピ・ヴェーネテの一部で、ヴィチェンツァ県、トレヴィーゾ県、ベッルーノ県の境界となっている。名前の由来はよくわかっていないが、「アルペ・マードレ」（Alpe Madre, アルプスの母）と呼ばれていたことが知られている。
モンテ・グラッパを含むブレンタ川、ピアーヴェ川、フェルトレなどで囲まれる地域は2021年にユネスコの生物圏保護区に指定された。

## 略歴
第一次世界大戦での行軍と第二次世界大戦のいくつかの事件での敗北の舞台となり、イタリアとオーストリア＝ハンガリーの軍の遺品を納めた大戦の博物館のあるモンテ・グラッパの軍慰霊地してよく知られている。またジュゼッペ・サルト枢機卿（後の教皇ピウス10世）により1901年8月4日に建てられた救済の聖母の小礼拝堂があることでも有名である。
第一次世界大戦では、カポレットでのイタリア軍の敗北後、山の頂上はイタリアの防衛拠点の一つとなっていて、ヴェネト平原への展開の為に多くのオーストリア兵は無駄に何度もここを征服しようとした。岩の中に地下壕を作って大砲を配備し、イタリア軍は山の頂上からモンテッロに至る前線をコントロールしながら勢力下に置いた。

## 自転車

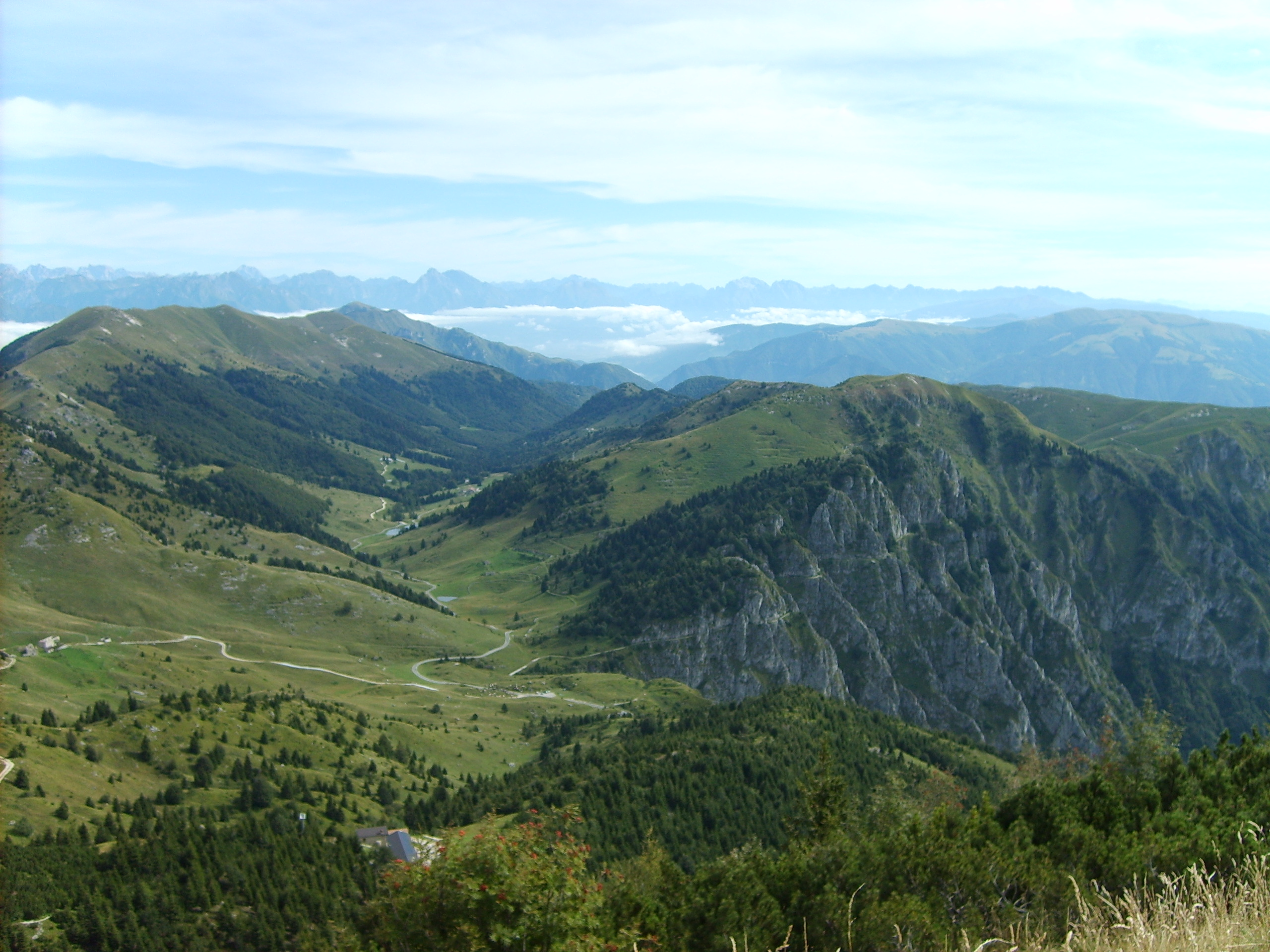
プレアルピとドロミーティ方面の眺望

モンテ・グラッパはイタリアでもっとも美しい登坂を持つ山の一つと考えられており、いかなる斜面に対しても立ち向かう人にとっては、その長さと落差により苦労する斜面とされている。
その「クラッシコ」は「ストラーダ・カドルナ」とも呼ばれ、戦時中に同名の将軍により山塊の頂上へ至る道として建設された。ロマーノ・デッツェリーノの中心と頂上との区間はは27kmである。最も厳しい区間は、最初の部分（約8km）と中級者向けとされている最終区間の平地に見える坂道3kmである。
グラッパは他にも様々な山塊を分け合う三つの県全ての斜面から登ることができ、ベッルーノ県からはカプオまたはヴァッレ・ディ・セレーンから登ることができる。山塊の東側に向かって移動するとセモンツォの坂にぶつかり、とても景色の良いマルゲ道路を横切る。サン・リベラーレ (Vedetta-Archeson) から、ポッサーニョから、モンテ・トンバから、カヴァーゾ・デル・トンバから、ペデロッバから、アラーノ・ディ・ピアーヴェからも登ることができる。
モンテ・グラッパは1970年代と1980年代に何度かジロ・デ・イタリアのコースに組み入れられ、いくつかの区間到着点も設置された。毎年7月にはバッサーノ・モンテ・グラッパ愛好家のためにクラシック・レースが行われる。勝者にはジーノ・バルタリ（1934年）、ジルベルト・シモーニとダミアーノ・クネゴ（2000年）がいる。2010年の大会は、第14ステージに組み入れられ、ヴィンチェンツォ・ニバリが制した。